# المقطر (الطويلة)

تعديل مصدري - تعديل

المقطر هي إحدى قرى عزلة الضلاع الاسفل بمديرية الطويلة التابعة لمحافظة المحويت، بلغ تعداد سكانها 103 نسمة حسب تعداد اليمن لعام 2004.